# Wigan-Barlow
Wigan-Barlow is een Engels historisch merk van motorfietsen.
De bedrijfsnaam was Wigan-Barlow Motors Ltd., Stoke, Coventry.
Engels merk dat in 1921 motorfietsen met 293 cc JAP-zijklepmotoren en 346 cc Barr & Stroud-motoren leverde.